# Tony Award du meilleur second rôle masculin dans une comédie musicale

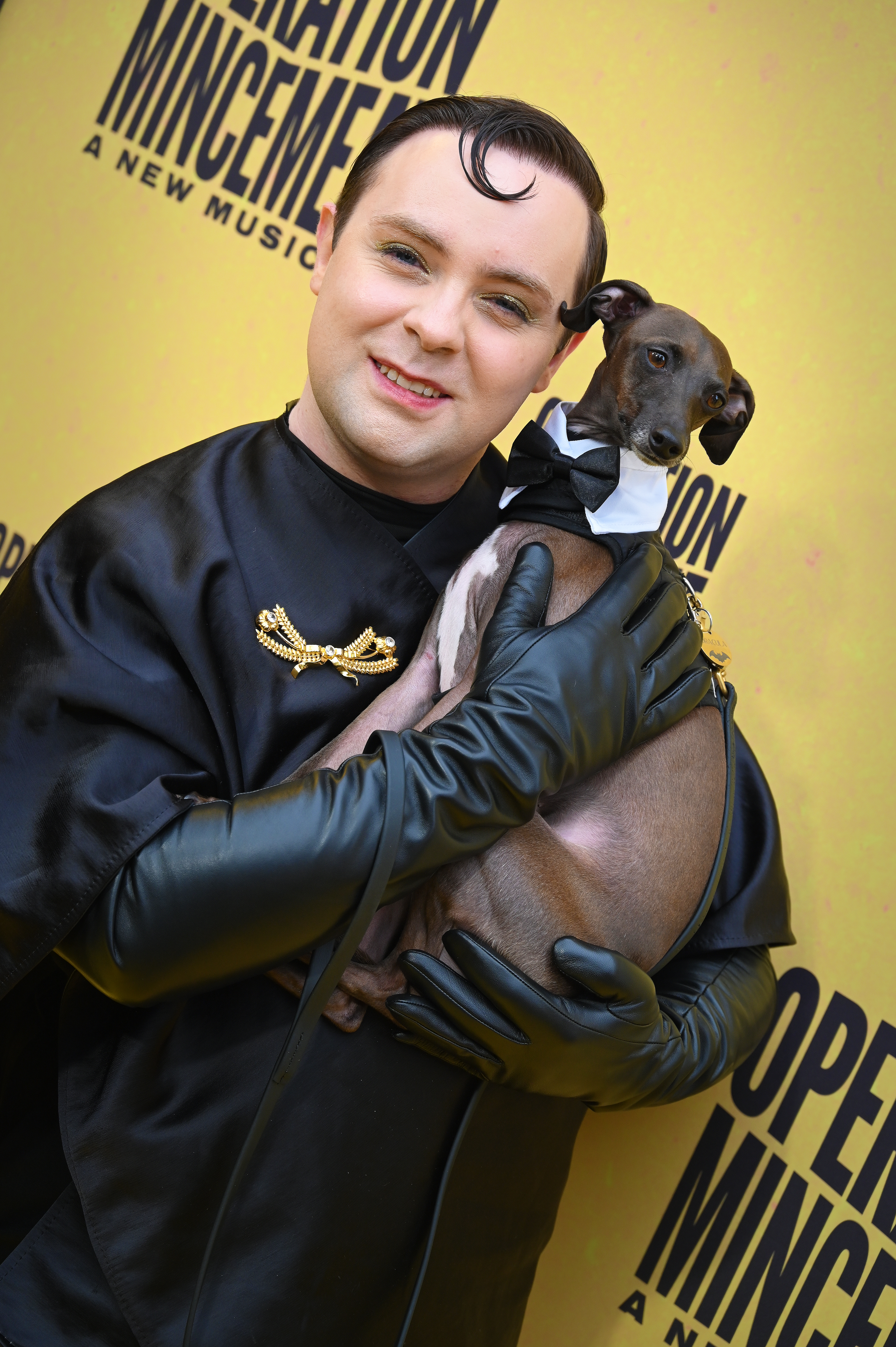
Jak Malone, lauréat 2025.

Le Tony Award du meilleur second rôle masculin dans une comédie musicale (Tony Award for Best Featured Acteur in a Musical) est un prix décerné depuis 1947 lors de la cérémonie des Tony Awards. Il met à l'honneur un acteur de comédie musicale ayant un rôle secondaire, en complément du prix Tony Award du meilleur acteur dans une comédie musicale. Le prix se décline dansla catégorie Tony Award du meilleur second rôle féminin dans une comédie musicale.
Bien que le prix soit décerné depuis 1947, la liste complète des nommés n'est annoncée publiquement que depuis 1956.

## Lauréats et nominations

### Années 1940
| Année                              | Acteur           | Comédie musicale | Personnage |
| ---------------------------------- | ---------------- | ---------------- | ---------- |
| 1947 1re cérémonie des Tony Awards |                  |                  |            |
| David Wayne                        | Finian's Rainbow | Og               |            |
| 1948 – 1949                        | NC               | NC               | NC         |

### Années 1950
| Année                              | Acteur                         | Comédie musicale               | Personnage |
| ---------------------------------- | ------------------------------ | ------------------------------ | ---------- |
| 1950 4e cérémonie des Tony Awards  |                                |                                |            |
| Myron McCormick                    | South Pacific                  | Luther Billis                  |            |
| 1951 5e cérémonie des Tony Awards  |                                |                                |            |
| Russell Nype                       | Call Me Madam                  | Kenneth Gibson                 |            |
| 1952 6e cérémonie des Tony Awards  |                                |                                |            |
| Yul Brynner                        | Le Roi et moi                  | Le Roi de Siam                 |            |
| 1953 7e cérémonie des Tony Awards  |                                |                                |            |
| Hiram Sherman                      | Two's Company                  | Plusieurs personnages          |            |
| 1954 8e cérémonie des Tony Awards  |                                |                                |            |
| Harry Belafonte                    | John Murray Anderson's Almanac | Plusieurs personnages          |            |
| 1955 9e cérémonie des Tony Awards  |                                |                                |            |
| Cyril Ritchard                     | Peter Pan                      | Capitaine Crochet / M. Darling |            |
| 1956 10e cérémonie des Tony Awards |                                |                                |            |
| Russ Brown                         | Damn Yankees                   | Benny Van Buren                |            |
| Mike Kellin                        | Pipe Dream                     | Hazel                          |            |
| Will Mahoney                       | Finian's Rainbow               | Finian McLonergan              |            |
| Scott Merrill                      | L'Opéra de quat'sous           | Macheath                       |            |
| 1957 11e cérémonie des Tony Awards |                                |                                |            |
| Sydney Chaplin                     | Bells Are Ringing              | Jeff Moss                      |            |
| Robert Coote                       | My Fair Lady                   | Colonel Pickering              |            |
| Stanley Holloway                   | My Fair Lady                   | Alfred P. Doolittle            |            |
| 1958 12e cérémonie des Tony Awards |                                |                                |            |
| David Burns                        | The Music Man                  | Mayor Shinn                    |            |
| Ossie Davis                        | Jamaica                        | Cicero                         |            |
| Cameron Prud'Homme                 | New Girl in Town               | Chris                          |            |
| Iggie Wolfington                   | The Music Man                  | Marcellus Washburn             |            |
| 1959 13e cérémonie des Tony Awards |                                |                                |            |
| Russell Nype (ex-equo)             | Goldilocks                     | George Randolph Brown          |            |
| Leonard Stone (ex-equo)            | Redhead                        | George Poppett                 |            |

### Années 1960
| Année                              | Acteur                                           | comédie musicale         | Personnage |
| ---------------------------------- | ------------------------------------------------ | ------------------------ | ---------- |
| 1960 14e cérémonie des Tony Awards |                                                  |                          |            |
| Tom Bosley                         | Fiorello!                                        | Fiorello La Guardia      |            |
| Theodore Bikel                     | The Sound of Music                               | Captaine Georg von Trapp |            |
| Howard Da Silva                    | Fiorello!                                        | Ben Marino               |            |
| Kurt Kasznar                       | The Sound of Music                               | Max Detweiler            |            |
| Jack Klugman                       | Gypsy                                            | Herbie                   |            |
| 1961 15e cérémonie des Tony Awards |                                                  |                          |            |
| Dick Van Dyke                      | Bye Bye Birdie                                   | Albert Peterson          |            |
| Dick Gautier                       | Bye Bye Birdie                                   | Conrad Birdie            |            |
| Ron Husmann                        | Tenderloin                                       | Tommy                    |            |
| Clive Revill                       | Irma la Douce                                    | Bob-Le-Hotu              |            |
| 1962 16e cérémonie des Tony Awards |                                                  |                          |            |
| Charles Nelson Reilly              | How to Succeed in Business Without Really Trying | Bud Frump                |            |
| Orson Bean                         | Subways Are For Sleeping                         | Charlie Smith            |            |
| Severn Darden                      | From the Second City                             | Interprète               |            |
| Pierre Olaf                        | Carnival                                         | Jacquot                  |            |
| 1963 17e cérémonie des Tony Awards |                                                  |                          |            |
| David Burns                        | A Funny Thing Happened on the Way to the Forum   | Senex                    |            |
| Jack Gilford                       | A Funny Thing Happened on the Way to the Forum   | Hysterium                |            |
| Davy Jones                         | Oliver!                                          | Le Renard                |            |
| Swen Swenson                       | Little Me                                        | George Musgrove          |            |
| 1964 18e cérémonie des Tony Awards |                                                  |                          |            |
| Jack Cassidy                       | She Loves Me                                     | Stephen Kodaly           |            |
| Will Geer                          | 110 in the Shade                                 | H. C. Curry              |            |
| Danny Meehan                       | Funny Girl                                       | Eddie Ryan               |            |
| Charles Nelson Reilly              | Hello, Dolly!                                    | Cornelius Hackl          |            |
| 1965 19e cérémonie des Tony Awards |                                                  |                          |            |
| Victor Spinetti                    | Oh, What a Lovely War!                           | Plusieurs personnages    |            |
| Jack Cassidy                       | Fade Out – Fade In                               | Bryon Prong              |            |
| James Grout                        | Half a Sixpence                                  | Chitterlow               |            |
| Jerry Orbach                       | Guys and Dolls                                   | Sky Masterson            |            |
| 1966 20e cérémonie des Tony Awards |                                                  |                          |            |
| Frankie Michaels                   | Mame                                             | Patrick Dennis           |            |
| Roy Castle                         | Pickwick                                         | Sam Weller               |            |
| John McMartin                      | Sweet Charity                                    | Oscar                    |            |
| Michael O'Sullivan                 | It's a Bird... It's a Plane... It's Superman     | Dr. Abner Sedgwick       |            |
| 1967 21e cérémonie des Tony Awards |                                                  |                          |            |
| Joel Grey                          | Cabaret                                          | The Master of Ceremonies |            |
| Leon Bibb                          | A Hand Is on the Gate                            | Interprète               |            |
| Gordon Dilworth                    | Walking Happy                                    | Tubby Wadlow             |            |
| Edward Winter                      | Cabaret                                          | Ernst Ludwig             |            |
| 1968 22e cérémonie des Tony Awards |                                                  |                          |            |
| Hiram Sherman                      | How Now, Dow Jones                               | Wingate                  |            |
| Scott Jacoby                       | Golden Rainbow                                   | Ally                     |            |
| Nikos Kourkoulos                   | Illya Darling                                    | Tonio                    |            |
| Michael Rupert                     | The Happy Time                                   | Bibi Bonnard             |            |
| 1969 23e cérémonie des Tony Awards |                                                  |                          |            |
| Ron Holgate                        | 1776                                             | Richard Henry Lee        |            |
| William Daniels                    | 1776                                             | John Adams               |            |
| Larry Haines                       | Promises, Promises                               | Dr. Dreyfuss             |            |
| Edward Winter                      | Promises, Promises                               | J.D. Sheldrake           |            |

### Années 1970
| Année                              | Acteur                                         | comédie musicale                     | Personnage |
| ---------------------------------- | ---------------------------------------------- | ------------------------------------ | ---------- |
| 1970 24e cérémonie des Tony Awards |                                                |                                      |            |
| René Auberjonois                   | Coco                                           | Sebastian Baye                       |            |
| Brandon Maggart                    | Applause                                       | Buzz Richards                        |            |
| George Rose                        | Coco                                           | Louis Greff                          |            |
| 1971 25e cérémonie des Tony Awards |                                                |                                      |            |
| Keene Curtis                       | The Rothschilds                                | Plusieurs personnages                |            |
| Charles Kimbrough                  | Company                                        | Harry                                |            |
| Walter Willison                    | Two by Two                                     | Japheth                              |            |
| 1972 26e cérémonie des Tony Awards |                                                |                                      |            |
| Larry Blyden                       | A Funny Thing Happened on the Way to the Forum | Hysterium                            |            |
| Timothy Meyers                     | Grease                                         | Kenickie                             |            |
| Gene Nelson                        | Follies                                        | Buddy Plummer                        |            |
| Ben Vereen                         | Jesus Christ Superstar                         | Judas Iscariot                       |            |
| 1973 27e cérémonie des Tony Awards |                                                |                                      |            |
| George S. Irving                   | Irene                                          | Madame Lucy                          |            |
| Laurence Guittard                  | A Little Night Music                           | Count Carl-Magnus Malcolm            |            |
| Avon Long                          | Don't Play Us Cheap                            | David                                |            |
| Gilbert Price                      | Lost in the Stars                              | Absalom Kumalo                       |            |
| 1974 28e cérémonie des Tony Awards |                                                |                                      |            |
| Tommy Tune                         | Seesaw                                         | David                                |            |
| Mark Baker                         | Candide                                        | Candide                              |            |
| Ralph Carter                       | Raisin                                         | Travis Younger                       |            |
| 1975 29e cérémonie des Tony Awards |                                                |                                      |            |
| Ted Ross                           | The Wiz                                        | The Cowardly Lion                    |            |
| Tom Aldredge                       | Where's Charley?                               | M. Spettigue                         |            |
| John Bottoms                       | Dance with Me                                  | Jimmy Dick II                        |            |
| Doug Henning                       | The Magic Show                                 | Doug                                 |            |
| Gilbert Price                      | The Night That Made America Famous             | Interprète                           |            |
| Richard B. Shull                   | Goodtime Charley                               | Minguet                              |            |
| 1976 30e cérémonie des Tony Awards |                                                |                                      |            |
| Sammy Williams                     | A Chorus Line                                  | Paul San Marco                       |            |
| Robert LuPone                      | A Chorus Line                                  | Zach                                 |            |
| Charles Repole                     | Very Good Eddie                                | M. Eddie Kettle                      |            |
| Isao Sato                          | Pacific Overtures                              | Kayama                               |            |
| 1977 31e cérémonie des Tony Awards |                                                |                                      |            |
| Lenny Baker                        | I Love My Wife                                 | Alvin                                |            |
| David Kernan                       | Side by Side by Sondheim                       | Interprète                           |            |
| Ned Sherrin                        | Side by Side by Sondheim                       | Interprète                           |            |
| Larry Marshall                     | Porgy and Bess                                 | Sportin' Life                        |            |
| 1978 32e cérémonie des Tony Awards |                                                |                                      |            |
| Kevin Kline                        | On the Twentieth Century                       | Bruce Granit                         |            |
| Steven Boockvor                    | Working                                        | John Fortune / Marco Camerone        |            |
| Wayne Cilento                      | Dancin'                                        | Interprète                           |            |
| Rex Everhart                       | Working                                        | Herb Rosen / Booker Page             |            |
| 1979 33e cérémonie des Tony Awards |                                                |                                      |            |
| Henderson Forsythe                 | The Best Little Whorehouse in Texas            | Sheriff Ed Earl Dodd                 |            |
| Richard Cox                        | Platinum                                       | Dan Danger                           |            |
| Gregory Hines                      | Eubie!                                         | Interprète                           |            |
| Ron Holgate                        | The Grand Tour                                 | Colonel Tadeusz Boleslav Stjerbinsky |            |

### Années 1980
| Année                              | Acteur                                       | comédie musicale                         | Personnage |
| ---------------------------------- | -------------------------------------------- | ---------------------------------------- | ---------- |
| 1980 34e cérémonie des Tony Awards |                                              |                                          |            |
| Mandy Patinkin                     | Evita                                        | Che                                      |            |
| David Garrison                     | A Day in Hollywood / A Night in the Ukraine  | Serge B. Samovar                         |            |
| Harry Groener                      | Oklahoma!                                    | Will Parker                              |            |
| Bob Gunton                         | Evita                                        | Juan Perón                               |            |
| 1981 35e cérémonie des Tony Awards |                                              |                                          |            |
| Hinton Battle                      | Sophisticated Ladies                         | Plusieurs personnages                    |            |
| Tony Azito                         | The Pirates of Penzance                      | Sergent de Police                        |            |
| Lee Roy Reams                      | 42nd Street                                  | Billy Lawlor                             |            |
| Paxton Whitehead                   | Camelot                                      | King Pellinore                           |            |
| 1982 36e cérémonie des Tony Awards |                                              |                                          |            |
| Cleavant Derricks                  | Dreamgirls                                   | James "Thunder" Early                    |            |
| Obba Babatundé                     | Dreamgirls                                   | C.C. White                               |            |
| David Alan Grier                   | The First                                    | Jackie Robinson                          |            |
| Bill Hutton                        | Joseph and the Amazing Technicolor Dreamcoat | Joseph                                   |            |
| 1983 37e cérémonie des Tony Awards |                                              |                                          |            |
| Charles Coles                      | My One and Only                              | M. Magix                                 |            |
| Harry Groener                      | Cats                                         | Munkustrap                               |            |
| Stephen Hanan                      | Cats                                         | Bustopher Jones / Asparagus / Growltiger |            |
| Lara Teeter                        | On Your Toes                                 | Junior                                   |            |
| 1984 38e cérémonie des Tony Awards |                                              |                                          |            |
| Hinton Battle                      | The Tap Dance Kid                            | Dipsey                                   |            |
| Stephen Geoffreys                  | The Human Comedy                             | Homer                                    |            |
| Todd Graff                         | Baby                                         | Danny                                    |            |
| Samuel E. Wright                   | The Tap Dance Kid                            | William                                  |            |
| 1985 39e cérémonie des Tony Awards |                                              |                                          |            |
| Ron Richardson                     | Big River                                    | Jim                                      |            |
| René Auberjonois                   | Big River                                    | The Duke                                 |            |
| Daniel Jenkins                     | Big River                                    | Huckleberry Finn                         |            |
| Kurt Knudson                       | Take Me Along                                | Sid Davis                                |            |
| 1986 40e cérémonie des Tony Awards |                                              |                                          |            |
| Michael Rupert                     | Sweet Charity                                | Oscar                                    |            |
| Christopher d'Amboise              | Song and Dance                               | Joe                                      |            |
| John Herrera                       | The Mystery of Edwin Drood                   | Neville Landless / M. Victor Grinstead   |            |
| Howard McGillin                    | The Mystery of Edwin Drood                   | John Jasper / M. Clive Paget             |            |
| 1987 41e cérémonie des Tony Awards |                                              |                                          |            |
| Michael Maguire                    | Les Misérables                               | Enjolras                                 |            |
| George S. Irving                   | Me and My Girl                               | Sir John Tremayne                        |            |
| Timothy Jerome                     | Me and My Girl                               | Herbert Parchester                       |            |
| Robert Torti                       | Starlight Express                            | Greaseball                               |            |
| 1988 42e cérémonie des Tony Awards |                                              |                                          |            |
| Bill McCutcheon                    | Anything Goes                                | Moonface Martin                          |            |
| Anthony Heald                      | Anything Goes                                | Lord Evelyn Oakleigh                     |            |
| Werner Klemperer                   | Cabaret                                      | Herr Schultz                             |            |
| Robert Westenberg                  | Into the Woods                               | Prince de Cendrillon / Le loup           |            |
| 1989 43e cérémonie des Tony Awards |                                              |                                          |            |
| Scott Wise                         | Jerome Robbins' Broadway                     | Plusieurs personnages                    |            |
| Bunny Briggs                       | Black and Blue                               | Hoofer                                   |            |
| Savion Glover                      | Black and Blue                               | Jeune génération                         |            |
| Scott Wentworth                    | Welcome to the Club                          | Aaron Bates                              |            |

### Années 1990
| Année                              | Acteur                                         | comédie musicale                | Personnage |
| ---------------------------------- | ---------------------------------------------- | ------------------------------- | ---------- |
| 1990 44e cérémonie des Tony Awards |                                                |                                 |            |
| Michael Jeter                      | Grand Hotel                                    | Otto Kringelein                 |            |
| René Auberjonois                   | City of Angels                                 | Buddy Fiddler / Irwin S. Irving |            |
| Kevin Colson                       | Aspects of Love                                | George Dillingham               |            |
| Jonathan Hadary                    | Gypsy                                          | Herbie                          |            |
| 1991 45e cérémonie des Tony Awards |                                                |                                 |            |
| Hinton Battle                      | Miss Saigon                                    | John                            |            |
| Bruce Adler                        | Those Were the Days                            | Plusieurs personnages           |            |
| Gregg Burge                        | Oh, Kay!                                       | Billy Lyes                      |            |
| Willy Falk                         | Miss Saigon                                    | Chris                           |            |
| 1992 46e cérémonie des Tony Awards |                                                |                                 |            |
| Scott Waara                        | The Most Happy Fella                           | Herman                          |            |
| Bruce Adler                        | Crazy for You                                  | Bela Zangler                    |            |
| Keith David                        | Jelly's Last Jam                               | Chimney Man                     |            |
| Jonathan Kaplan                    | Falsettos                                      | Jason                           |            |
| 1993 47e cérémonie des Tony Awards |                                                |                                 |            |
| Anthony Crivello                   | Kiss of the Spider Woman                       | Valentin Arregui Paz            |            |
| Michael Cerveris                   | The Who's Tommy                                | Tommy                           |            |
| Gregg Edelman                      | Anna Karenina                                  | Constantin Levin                |            |
| Paul Kandel                        | The Who's Tommy                                | Uncle Ernie                     |            |
| 1994 48e cérémonie des Tony Awards |                                                |                                 |            |
| Jarrod Emick                       | Damn Yankees                                   | Joe Hardy                       |            |
| Tom Aldredge                       | Passion                                        | Dr. Tambourri                   |            |
| Gary Beach                         | Beauty and the Beast                           | Lumière                         |            |
| Jonathan Freeman                   | She Loves Me                                   | Headwaiter                      |            |
| 1995 49e cérémonie des Tony Awards |                                                |                                 |            |
| George Hearn                       | Sunset Boulevard                               | Max Von Mayerling               |            |
| Michel Bell                        | Show Boat                                      | Joe                             |            |
| Joel Blum                          | Show Boat                                      | Frank                           |            |
| Victor Trent Cook                  | Smokey Joe's Cafe                              | Plusieurs personnages           |            |
| 1996 50e cérémonie des Tony Awards |                                                |                                 |            |
| Wilson Jermaine Heredia            | Rent                                           | Angel Dumott Schunard           |            |
| Lewis J. Stadlen                   | A Funny Thing Happened on the Way to the Forum | Senex                           |            |
| Brett Tabisel                      | Big                                            | Billy                           |            |
| Scott Wise                         | State Fair                                     | Pat Gilbert                     |            |
| 1997 51e cérémonie des Tony Awards |                                                |                                 |            |
| Chuck Cooper                       | The Life                                       | Memphis                         |            |
| Joel Blum                          | Steel Pier                                     | Buddy Becker                    |            |
| André De Shields                   | Play On!                                       | Jester                          |            |
| Sam Harris                         | The Life                                       | Jojo                            |            |
| 1998 52e cérémonie des Tony Awards |                                                |                                 |            |
| Ron Rifkin                         | Cabaret                                        | Herr Schultz                    |            |
| Gregg Edelman                      | 1776                                           | Edward Rutledge                 |            |
| John McMartin                      | High Society                                   | Uncle Willie                    |            |
| Samuel E. Wright                   | The Lion King                                  | Mufasa                          |            |
| 1999 53e cérémonie des Tony Awards |                                                |                                 |            |
| Roger Bart                         | You're a Good Man, Charlie Brown               | Snoopy                          |            |
| Desmond Richardson                 | Fosse                                          | Plusieurs personnages           |            |
| Ron Taylor                         | It Ain't Nothin' But the Blues                 | Plusieurs personnages           |            |
| Scott Wise                         | Fosse                                          | Plusieurs personnages           |            |

### Années 2000
| Année                              | Acteur                                         | comédie musicale               | Personnage |
| ---------------------------------- | ---------------------------------------------- | ------------------------------ | ---------- |
| 2000 54e cérémonie des Tony Awards |                                                |                                |            |
| Boyd Gaines                        | Contact                                        | Michael Wiley                  |            |
| Michael Berresse                   | Kiss Me, Kate                                  | Bill Calhoun / Lucentio        |            |
| Michael Mulheren                   | Kiss Me, Kate                                  | Second Man                     |            |
| Stephen Spinella                   | James Joyce's The Dead                         | Freddy Malins                  |            |
| Lee Wilkof                         | Kiss Me, Kate                                  | First Man                      |            |
| 2001 55e cérémonie des Tony Awards |                                                |                                |            |
| Gary Beach                         | The Producers                                  | Roger DeBris                   |            |
| Roger Bart                         | The Producers                                  | Carmen Ghia                    |            |
| John Ellison Conlee                | The Full Monty                                 | Dave Butatinsky                |            |
| André De Shields                   | The Full Monty                                 | Noah "Horse" T. Simmons        |            |
| Brad Oscar                         | The Producers                                  | Franz Liebkind                 |            |
| 2002 56e cérémonie des Tony Awards |                                                |                                |            |
| Shuler Hensley                     | Oklahoma!                                      | Jud Fry                        |            |
| Brian d'Arcy James                 | Sweet Smell of Success                         | Sidney Falco                   |            |
| Gregg Edelman                      | Into the Woods                                 | Prince de Cendrillon / Le loup |            |
| Marc Kudisch                       | Thoroughly Modern Millie                       | Trevor Graydon                 |            |
| Norbert Leo Butz                   | Thou Shalt Not                                 | Camille Raquin                 |            |
| 2003 57e cérémonie des Tony Awards |                                                |                                |            |
| Dick Latessa                       | Hairspray                                      | Wilbur Turnblad                |            |
| Michael Cavanaugh                  | Movin' Out                                     | Piano Man                      |            |
| John Dossett                       | Gypsy                                          | Herbie                         |            |
| Corey Reynolds                     | Hairspray                                      | Seaweed J. Stubbs              |            |
| Keith Roberts                      | Movin' Out                                     | Tony                           |            |
| 2004 58e cérémonie des Tony Awards |                                                |                                |            |
| Michael Cerveris                   | Assassins                                      | John Wilkes Booth              |            |
| John Cariani                       | Fiddler on the Roof                            | Motel Kamzoil                  |            |
| Raúl Esparza                       | Taboo                                          | Philip Salon                   |            |
| Michael McElroy                    | Big River                                      | Jim                            |            |
| Denis O'Hare                       | Assassins                                      | Charles Guiteau                |            |
| 2005 59e cérémonie des Tony Awards |                                                |                                |            |
| Dan Fogler                         | The 25th Annual Putnam County Spelling Bee     | William Barfée                 |            |
| Marc Kudisch                       | Chitty Chitty Bang Bang                        | Baron Bomburst                 |            |
| Michael McGrath                    | Spamalot                                       | Patsy                          |            |
| Matthew Morrison                   | The Light in the Piazza                        | Fabrizio Nacarelli             |            |
| Christopher Sieber                 | Spamalot                                       | Sir Galahad                    |            |
| 2006 60e cérémonie des Tony Awards |                                                |                                |            |
| Christian Hoff                     | Jersey Boys                                    | Tommy DeVito                   |            |
| Danny Burstein                     | The Drowsy Chaperone                           | Aldolpho                       |            |
| Jim Dale                           | L'Opéra de quat'sous                           | M. Peachum                     |            |
| Brandon Victor Dixon               | The Color Purple                               | Harpo                          |            |
| Manoel Felciano                    | Sweeney Todd: The Demon Barber of Fleet Street | Tobias Ragg                    |            |
| 2007 61e cérémonie des Tony Awards |                                                |                                |            |
| John Gallagher, Jr.                | Spring Awakening                               | Moritz Stiefel                 |            |
| Brooks Ashmanskas                  | Martin Short: Fame Becomes Me                  | Plusieurs personnages          |            |
| Christian Borle                    | Legally Blonde                                 | Emmett Forrest                 |            |
| John Cullum                        | 110 in the Shade                               | H.C. Curry                     |            |
| David Pittu                        | LoveMusik                                      | Bertolt Brecht                 |            |
| 2008 62e cérémonie des Tony Awards |                                                |                                |            |
| Boyd Gaines                        | Gypsy                                          | Herbie                         |            |
| Daniel Breaker                     | Passing Strange                                | Youth                          |            |
| Danny Burstein                     | South Pacific                                  | Luther Billis                  |            |
| Robin de Jesús                     | In the Heights                                 | Sonny                          |            |
| Christopher Fitzgerald             | Young Frankenstein                             | Igor                           |            |
| 2009 63e cérémonie des Tony Awards |                                                |                                |            |
| Gregory Jbara                      | Billy Elliot, the Musical                      | Dad                            |            |
| David Bologna                      | Billy Elliot, the Musical                      | Michael Caffrey                |            |
| Marc Kudisch                       | 9 to 5                                         | Franklin Hart Jr.              |            |
| Christopher Sieber                 | Shrek the Musical                              | Lord Farquaad                  |            |
| Will Swenson                       | Hair                                           | George Berger                  |            |

### Années 2010
| Année                              | Acteur                                           | comédie musicale                        | Personnage |
| ---------------------------------- | ------------------------------------------------ | --------------------------------------- | ---------- |
| 2010 64e cérémonie des Tony Awards |                                                  |                                         |            |
| Levi Kreis                         | Million Dollar Quartet                           | Jerry Lee Lewis                         |            |
| Kevin Chamberlin                   | The Addams Family                                | Uncle Fester                            |            |
| Robin de Jesús                     | La Cage aux Folles                               | Jacob                                   |            |
| Christopher Fitzgerald             | Finian's Rainbow                                 | Og                                      |            |
| Bobby Steggert                     | Ragtime                                          | Younger Brother                         |            |
| 2011 65e cérémonie des Tony Awards |                                                  |                                         |            |
| John Larroquette                   | How to Succeed in Business Without Really Trying | J.B. Biggley                            |            |
| Colman Domingo                     | The Scottsboro Boys                              | M. Bones                                |            |
| Adam Godley                        | Anything Goes                                    | Lord Evelyn Oakleigh                    |            |
| Forrest McClendon                  | The Scottsboro Boys                              | M. Tambo                                |            |
| Rory O'Malley                      | The Book of Mormon                               | Elder McKinley / Moroni                 |            |
| 2012 66e cérémonie des Tony Awards |                                                  |                                         |            |
| Michael McGrath                    | Nice Work If You Can Get It                      | Cookie McGee                            |            |
| Phillip Boykin                     | Porgy and Bess                                   | Crown                                   |            |
| Michael Cerveris                   | Evita                                            | Juan Perón                              |            |
| David Alan Grier                   | Porgy and Bess                                   | Sporting Life                           |            |
| Josh Young                         | Jesus Christ Superstar                           | Judas Iscariot                          |            |
| 2013 67e cérémonie des Tony Awards |                                                  |                                         |            |
| Gabriel Ebert                      | Matilda the Musical                              | M. Wormwood                             |            |
| Charl Brown                        | Motown: The Musical                              | Smokey Robinson                         |            |
| Keith Carradine                    | Hands on a Hardbody                              | JD Drew                                 |            |
| Will Chase                         | The Mystery of Edwin Drood                       | John Jasper / M. Clive Paget            |            |
| Terrence Mann                      | Pippin                                           | Charlemagne                             |            |
| 2014 68e cérémonie des Tony Awards |                                                  |                                         |            |
| James Monroe Iglehart              | Aladdin                                          | The Genie                               |            |
| Danny Burstein                     | Cabaret                                          | Herr Schultz                            |            |
| Nick Cordero                       | Bullets Over Broadway                            | Cheech                                  |            |
| Joshua Henry                       | Violet                                           | Flick                                   |            |
| Jarrod Spector                     | Beautiful: The Carole King Musical               | Barry Mann                              |            |
| 2015 69e cérémonie des Tony Awards |                                                  |                                         |            |
| Christian Borle                    | Something Rotten!                                | William Shakespeare                     |            |
| Andy Karl                          | On the Twentieth Century                         | Bruce Granit                            |            |
| Brad Oscar                         | Something Rotten!                                | Nostradamus                             |            |
| Brandon Uranowitz                  | An American in Paris                             | Adam Hochberg                           |            |
| Max von Essen                      | An American in Paris                             | Henri Baurel                            |            |
| 2016 70e cérémonie des Tony Awards |                                                  |                                         |            |
| Daveed Diggs                       | Hamilton                                         | Marquis de Lafayette / Thomas Jefferson |            |
| Brandon Victor Dixon               | Shuffle Along                                    | Eubie Blake                             |            |
| Christopher Fitzgerald             | Waitress                                         | Ogie Anhorn                             |            |
| Jonathan Groff                     | Hamilton                                         | George III                              |            |
| Christopher Jackson                | Hamilton                                         | George Washington                       |            |
| 2017 71e cérémonie des Tony Awards |                                                  |                                         |            |
| Gavin Creel                        | Hello, Dolly!                                    | Cornelius Hackl                         |            |
| Mike Faist                         | Dear Evan Hansen                                 | Connor Murphy                           |            |
| Andrew Rannells                    | Falsettos                                        | Whizzer Brown                           |            |
| Lucas Steele                       | Natasha, Pierre & The Great Comet of 1812        | Anatole Kouraguine                      |            |
| Brandon Uranowitz                  | Falsettos                                        | Mendel Weisenbachfeld                   |            |
| 2018 72e cérémonie des Tony Awards |                                                  |                                         |            |
| Ari'el Stachel                     | The Band's Visit                                 | Haled                                   |            |
| Norbert Leo Butz                   | My Fair Lady                                     | Alfred P. Doolittle                     |            |
| Alexander Gemignani                | Carousel                                         | Enoch Snow                              |            |
| Grey Henson                        | Mean Girls                                       | Damian Hubbard                          |            |
| Gavin Lee                          | SpongeBob SquarePants                            | Carlo Tentacule                         |            |
| 2019 73e cérémonie des Tony Awards |                                                  |                                         |            |
| André De Shields                   | Hadestown                                        | Hermès                                  |            |
| Andy Grotelueschen                 | Tootsie                                          | Jeff Slater                             |            |
| Patrick Page                       | Hadestown                                        | Hadès                                   |            |
| Jeremy Pope                        | Ain't Too Proud                                  | Eddie Kendricks                         |            |
| Ephraim Sykes                      | Ain't Too Proud                                  | David Ruffin                            |            |

### Années 2020
| Année                              | Acteur                          | comédie musicale            | Personnage |
| ---------------------------------- | ------------------------------- | --------------------------- | ---------- |
| 2020 74e cérémonie des Tony Awards |                                 |                             |            |
| Danny Burstein                     | Moulin Rouge!                   | Harold Zidler               |            |
| Derek Klena                        | Jagged Little Pill              | Nick Healy                  |            |
| Sean Allan Krill                   | Jagged Little Pill              | Steve Healy                 |            |
| Sahr Ngaujah                       | Moulin Rouge!                   | Henri de Toulouse-Lautrec   |            |
| Daniel J. Watts                    | Tina: The Tina Turner Musical   | Ike Turner                  |            |
| 2022 75e cérémonie des Tony Awards |                                 |                             |            |
| Matt Doyle                         | Company                         | Jamie                       |            |
| Sidney DuPont                      | Paradise Square                 | Washington Henry            |            |
| Jared Grimes                       | Funny Girl                      | Eddie Ryan                  |            |
| John-Andrew Morrison               | A Strange Loop                  | Thought 4                   |            |
| A. J. Shively                      | Paradise Square                 | Owen Duignan                |            |
| 2023 76e cérémonie des Tony Awards |                                 |                             |            |
| Alex Newell                        | Shucked                         | Lulu                        |            |
| Kevin Cahoon                       | Shucked                         | Peanut                      |            |
| Justin Cooley                      | Kimberly Akimbo                 | Seth Weetis                 |            |
| Kevin Del Aguila                   | Some Like It Hot                | Osgood Fielding III         |            |
| Jordan Donica                      | Camelot                         | Sir Lancelot du Lac         |            |
| 2024 77e cérémonie des Tony Awards |                                 |                             |            |
| Daniel Radcliffe                   | Merrily We Roll Along           | Charley Kringas             |            |
| Roger Bart                         | Back to the Future: The Musical | Doc Brown                   |            |
| Joshua Boone (en)                  | The Outsiders                   | Dallas Winston              |            |
| Brandon Victor Dixon               | Hell's Kitchen                  | Davis                       |            |
| Sky Lakota-Lynch                   | The Outsiders                   | Johnny Cade                 |            |
| Steven Skybell                     | Cabaret                         | Herr Schultz                |            |
| 2025 78e cérémonie des Tony Awards |                                 |                             |            |
| Jak Malone                         | Operation Mincemeat             | Hester Leggatt et autres    |            |
| Brooks Ashmanskas                  | Smash                           | Nigel Davies                |            |
| Jeb Brown                          | Dead Outlaw                     | Bandleader / Walter Jarrett |            |
| Danny Burstein                     | Gypsy                           | Herbie                      |            |
| Sky Lakota-Lynch                   | The Outsiders                   | Johnny Cade                 |            |
| Taylor Trensch                     | Floyd Collins                   | Skeets Miller               |            |

## Multiple vainqueurs
| 3 victoires - Hinton Battle | 2 victoires - David Burns - Boyd Gaines - Russell Nype - Hiram Sherman |

## Productions avec nominations multiples
- My Fair Lady – Robert Coote et Stanley Holloway
- The Music Man – David Burns (vainqueur) et Iggie Wolfington
- Fiorello! – Tom Bosley (vainqueur) et Howard Da Silva
- The Sound of Music – Theodore Bikel et Kurt Kasznar
- Bye Bye Birdie – Dick Gautier et Dick Van Dyke (vainqueur)
- A Funny Thing Happened on the Way to the Forum – David Burns (vainqueur) et Jack Gilford
- Cabaret – Joel Grey (vainqueur) et Edward Winter
- 1776 – William Daniels et Ronald Holgate (vainqueur)
- Promises, Promises – Larry Haines et Edward Winter
- Coco – René Auberjonois (vainqueur) et George Rose
- A Chorus Line – Robert LuPone et Sammy Williams (vainqueur)
- Side by Side by Sondheim – David Kernan et Ned Sherrin
- Working – Steven Boockvor et Rex Everhart
- Evita – Bob Gunton et Mandy Patinkin (vainqueur)
- Dreamgirls – Obba Babatundé et Cleavant Derricks (vainqueur)
- Cats – Harry Groener et Stephen Hanan
- The Tap Dance Kid – Hinton Battle (vainqueur) et Samuel E. Wright
- Big River – René Auberjonois, Daniel H. Jenkins et Ron Richardson (vainqueur)
- The Mystery of Edwin Drood – John Herrera et Howard McGillin
- Me and My Girl – George S. Irving et Timothy Jerome
- Anything Goes – Anthony Heald et Bill McCutcheon (vainqueur)
- Black and Blue – Bunny Briggs et Savion Glover
- Miss Saigon – Hinton Battle (vainqueur) et Willy Falk
- The Who's Tommy – Michael Cerveris et Paul Kandel
- Show Boat – Michel Bell et Joel Blum
- The Life – Chuck Cooper (vainqueur) et Sam Harris
- Fosse – Desmond Richardson et Scott Wise
- Kiss Me, Kate – Michael Berresse, Michael Mulheren et Lee Wilkof
- The Full Monty – John Ellison Conlee et André DeShields
- The Producers – Roger Bart, Gary Beach (vainqueur) et Brad Oscar
- Hairspray – Dick Latessa (vainqueur) et Corey Reynolds
- Movin' Out – Michael Cavanaugh et Keith Roberts
- Assassins – Michael Cerveris (vainqueur) et Denis O'Hare
- Monty Python's Spamalot – Michael McGrath et Christopher Sieber
- Billy Elliot, the Musical – David Bologna et Gregory Jbara (vainqueur)
- The Scottsboro Boys – Colman Domingo et Forrest McClendon
- The Gershwins' Porgy and Bess – Phillip Boykin et David Alan Grier
- An American in Paris – Brandon Uranowitz et Max von Essen
- Something Rotten! – Christian Borle (vainqueur) et Brad Oscar
- Hamilton – Daveed Diggs (vainqueur), Jonathan Groff et Christopher Jackson
- Falsettos – Andrew Rannells et Brandon Uranowitz
- Ain't Too Proud – Jeremy Pope et Ephraim Sykes
- Hadestown – André De Shields (vainqueur) et Patrick Page

## Autres statistiques
- Il y avait une égalité dans l'histoire de cette catégorie, en 1959.
- Le rôle de Herbie, dans Gypsy, détient le record du plus grand nombre de nominations dans cette catégorie, avec quatre:
  - 1960 - Jack Klugman
  - 1990 - Jonathan Hadary
  - 2003 - John Dossett
  - 2008 - Boyd Gaines (vainqueur)
- Hinton Battle reste l'interprète le plus titré de l'histoire de cette catégorie avec un score de trois victoires en trois nominations. Scott Wise, René Auberjonois, Michael Cerveris et André De Shields ont également obtenu trois nominations chacun, mais n'ont été victorieux qu'une seule fois. Gregg Edelman, Marc Kudisch, Danny Burstein et Christopher Fitzgerald ont également reçu trois nominations, bien qu'ils n'aient jamais gagné et soient les plus grands «perdants» de cette catégorie. Par coïncidence, Edelman et Kudisch ont été nommés et perdent face à Shuler Hensley en 2002.
- Il n'y a jamais eu de vainqueur consécutif dans cette catégorie. Il y a eu, cependant, quelques nominations consécutives. Jack Cassidy a été nommé consécutivement en 1964 et 1965, tandis que Bruce Adler a obtenu le même honneur en 1991 et 1992. Cassidy a gagné en 1964, pour son interprétation de Steve Kodaly, dans She Loves Me.
- Le record de la plus longue période entre les victoires est détenu par Hiram Sherman, dont les victoires pour Two's Company, en 1953 et How Now, Dow Jones, en 1968, sont séparées de 15 ans.
- Le record de la plus longue période entre les nominations est détenu par John McMartin, dont les nominations pour Sweet Charity, en 1966 et High Society, en 1998, sont séparées de 32 ans. McMartin n'a jamais remporté de Tony Award dans cette catégorie.
- Le gagnant le plus âgé de cette catégorie est Dick Latessa qui avait 73 ans lorsqu'il a gagné pour Hairspray en 2003. Le plus jeune gagnant est Frankie Michaels qui a gagné pour Mame en 1966 à 11 ans.